# Infiltration des archives nucléaires iraniennes par le Mossad
L'infiltration des archives nucléaires iraniennes par le Mossad survient le 31 janvier 2018 lorsque moins de deux douzaines d'agents du Mossad israélien s'infiltrent dans un entrepôt secret dans le sud de Téhéran, en Iran, et volent 100 000 documents, dont des dossiers papier et des fichiers informatiques, documentant les travaux sur les armes nucléaires du projet AMAD (en) de l'Iran entre 1999 et 2003. Ce trésor fait partie des archives nucléaires clandestines de l'Iran et documente des années de travail sur les armes atomiques, les conceptions d'ogives et les plans de production.

## Opération
Le Plan d'action global commun de 2015 (JCPOA) accorde à l'Agence internationale de l'énergie atomique (AIEA) le droit de visiter les installations déclarées associées au programme nucléaire iranien. En réponse, à partir de février 2016, les iraniens déplacent des milliers de documents, dossiers et fichiers informatiques relatifs à la fabrication d'armes nucléaires dans 32 coffres-forts situés dans un entrepôt de stockage du district de Shorabad à Téhéran, jusque-là non affilié au ministère iranien de la Défense. L'entrepôt est situé dans une rangée d'entrepôts industriels et n'a aucune présence de sécurité visible. Le Mossad surveille l'effort de collecte depuis début 2017 et commence cette année-là à planifier une opération visant à voler les documents,.
Moins de 24 agents du Mossad arrivent dans un entrepôt du projet AMAD à Téhéran dans la nuit du 31 janvier, équipés de torches capables de détruire des dizaines de coffres-forts contenant des documents et des plans du programme nucléaire clandestin de l'Iran. En six minutes et demie, les agents saisissent environ 50 000 documents papier et 55 000 pages supplémentaires d'informations et de plans stockés sur 163 CD, avant que les responsables de la sécurité n'arrivent dans l'entrepôt à 7 h 0 du matin et découvrent l'effraction. Les autorités iraniennes lancent une chasse à l'homme à l'échelle nationale impliquant des dizaines de milliers de personnes pour localiser les agents, en vain. On ne sait pas comment le trésor est exfiltré hors d'Iran.

## Contenu des documents
Au total, les archives comprennent 100 000 documents. La majorité des documents sont créés entre 1999 et 2003, après quoi le projet AMAD est interrompu et le programme nucléaire iranien est placé sous un plus grand secret. Les documents démontrent que le programme iranien de développement d'armes nucléaires est plus vaste, plus sophistiqué et mieux organisé que ce que l'on pense en 2003, lorsque le projet AMAD est interrompu, selon des experts nucléaires et des journalistes. Selon l'expert en armement David Albright, les documents indiquent que l'Iran effectue plus de tests d'explosifs de grande puissance que ce que l'on sait auparavant. Le trésor indique que des scientifiques nucléaires, tels que Massoud Ali Mohammadi, discutent de la manière de diviser le programme nucléaire iranien en deux parties, ouvertes et secrètes.
Des journalistes du New York Times et d'autres médias américains ainsi que des inspecteurs de l'AIEA confirment que les documents démontrent que l'Iran travaille déjà à la mise au point d'armes nucléaires, malgré l'insistance du pays sur le fait que son programme nucléaire n'est destiné qu'à des fins civiles. Des responsables britanniques et américains confirment l'authenticité du trésor. Les documents documentent également l'appartenance du président iranien de l'époque, Hassan Rohani, à un Conseil pour les technologies avancées qui approuve le programme et indiquent que le Corps des gardiens de la révolution islamique et la Force Al-Qods jouent un rôle de soutien.
Les États-Unis ont déjà connaissance des recherches nucléaires menées par l'Iran avant 2004, et les documents ne prouvent pas que l'Iran viole les termes du JCPOA. Selon le journaliste Yonah Jeremy Bob (en) et l'expert nucléaire Jeffrey Lewis, une grande partie du contenu clé est déjà rapporté dans des rapports antérieurs de l'AIEA. Cependant, ces documents permettent de clarifier les objectifs spécifiques de l'Iran concernant son arsenal.

## Conséquences
Le Premier ministre israélien Benyamin Netanyahou annonce publiquement l'opération lors d'une présentation télévisée en anglais à Tel Aviv le 30 avril, après avoir informé en privé le président américain Donald Trump. Selon Netanyahou, les documents prouvent que l'Iran ment à la communauté internationale sur ses plans. Selon le secrétaire d'État américain Mike Pompeo, les États-Unis ont connaissance des documents avant la présentation de Netanyahou, et Pompeo en discute avec Netanyahou à Tel Aviv.
Le Mossad fournit ensuite l'intégralité des documents aux responsables des services de renseignement allemands, français et britanniques en visite. Netanyahou s'entretient également avec le Premier ministre australien Malcolm Turnbull, le Premier ministre indien Narendra Modi, la Première ministre britannique Theresa May, le président russe Vladimir Poutine, le président français Emmanuel Macron et la chancelière allemande Angela Merkel au sujet du contenu des archives nucléaires.
Quelques jours après la présentation des documents par Netanyahou, Trump retire les États-Unis du JCPOA.